# Justus Dahinden

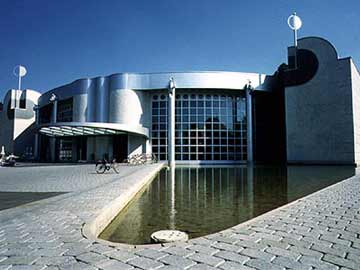
Supermarket Migros OM v Bern-Ostermundigen (1987)

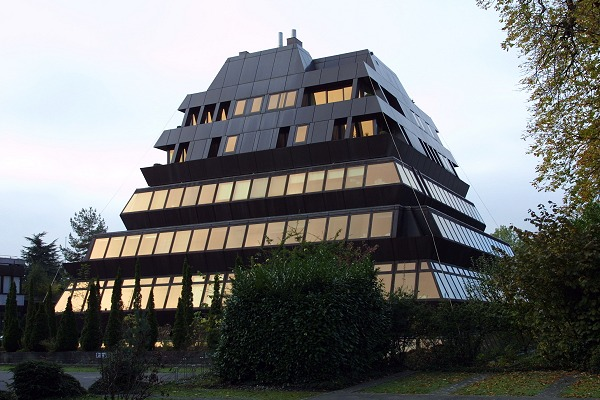
Ferrohouse v Zurichu (1970)

Justus Dahinden (18. května 1925 Curych – 11. dubna 2020 Curych) byl švýcarský architekt a profesor na Technické univerzitě ve Vídni (TU Wien).